# Cavendishia ciliata
Cavendishia ciliata är en ljungväxtart som beskrevs av J.L. Luteyn. Cavendishia ciliata ingår i släktet Cavendishia och familjen ljungväxter. Inga underarter finns listade i Catalogue of Life.